# Paul Garisto
Paul Garisto är en amerikansk trummis och producent. Han har främst arbetat som sessions- och turnétrummis för artister som Iggy Pop, Bruce Springsteen, David Gahan och Ryan Adams. 

## Biografi

### 1980-talet: Iggy Pop & Psychedelic Furs
Garisto föddes till en musikalisk familj. Hans pappa spelade också trummor, så instrumentvalet var inte speciellt överraskande. Han inledde sin karriär som sessionsspelare i New York i början av 1980-talet. Ett av hans första projekt var hårdrockbandet Ricochet, som han spelade in en singel med år 1981, varpå han hoppade in som ersättare i gruppen Khmer Rouge. I Khmer Rouge spelade han i ett år. En samlingsskiva med gruppens liveuppträdanden från den tiden släpptes 2004. 
Efter ytterligare sessioner och turnéer blev han 1986 anlitad av The Psychedelic Furs. Tack vare dem blev Garisto också en känd figur för den bredare publiken, och inte bara i musikcirklarna. Han spelade in tre skivor med gruppen och gav sig 1988 ut på turné med Iggy Pop. Med Iggy spelade han också in skivan Instinct samma år och medverkade på liveskivan Live at the Channel. 

### 1990- och 2000-talen
I Pops band spelade samtidigt Hanoi Rocks-gitarristen Andy McCoy, vilket ledde till ett samarbete med Hanoi Rocks sångare Michael Monroe. Garisto uppträdde på bland annat Whiskey-a-Go-Go med Monroes band, med gästartister som Slash och Axl Rose. Han spelade i ett kort projekt vid namn Machine Gun Rodeo med McCoy, basisten Dave Tregunna och sångaren Billy G Bang, ett samarbete som ledde till den kortlivade gruppen Shooting Gallery, med vilken han släppte en skiva 1992. McCoy hoppade av och resten av bandet rekryterade den japanska gitarristen Takashi O’Hashi och bytte namn till Slumlords. Slumlords släppte en skiva 1993. 
I mitten av 1990-talet blev Paul Garisto trött på att spela musik som andra hade gjort och ville själv skriva och skapa. Han grundade ett band som han kallade för Dragmules och släppte med dem två skivor under mitten och slutet av 1990-talet. Bandet visade en mer lågmäld sida av Garisto, som fortsatte när han 1997 producerade och spelade på Maggie Esteps skiva Love is a Dog from Hell. 
Han spelade in skivor med Closer, Bree Sharp och Don DiLego. 
I slutet av 1990-talet började en ny storhetstid som och trummis för alternative-artisterna Jesse Malin och Ryan Adams. Han spelade också in Depeche Mode-sångaren David Gahans soloskiva Paper Monsters. Medan Malin gav sig ut på turné, började Garisto spela bandet Cantinero, som också gjorde en turné i Storbritannien. Efter ytterligare samarbeten med Malin, Benna Cohen och Bree Sharp fick han möjlighet att spela i det anrika konserthuset Carnegie Hall tillsammans med Malin, Judy Collins, Neil Sedaka, Michelle Williams och Amy Grant. För tillfället spelar Garisto i bandet Mad Juana och sysslar med en del små projekt. Han har också börjat spela bas.

## Garistos grupper
- Ricochet
- Khmer Rouge
- The Psychedelic Furs
- Iggy Pop
- Machine Gun Rodeo
- Shooting Gallery
- Slumlords
- Dragmules
- Keygrip
- Cantinero
- Mad Juana
- Drag Mules

## Diskografi (i urval)
- Midnight To Midnight (The Psychedelic Furs, 1987)
- All Of This And Nothing (The Psychedelic Furs ,1988)
- Instinct (Iggy Pop, 1988)
- Live at the Channel (Iggy Pop, 1988)
- Shooting Gallery (Shooting Gallery, 1992)
- Har-Dee-Harhar (Slumlords, 1993)
- 2A (Dragmules, 1995)
- Love is a Dog from Hell (Maggie Estep, 1997)
- 2B (Dragmules, 1999)
- A Cheap and Evil Girl (Bree Sharp, 1999)
- Keygrip (Keygrip, 2000)
- More BS (Bree Sharp, 2002)
- Racehorse (Holly Ramos, 2003)
- To Be Somebody (Bellvue, 2003)
- Paper Monsters (David Gahan, 2003)
- Love Is Hell (Ryan Adams, 2003)
- The Heat (Jesse Malin, 2004)
- Photographs of 1971 (Don DiLego, 2005)
- Glitter in the Gutter (Jesse Malin, 2007)
- Acoustic Voodoo (Mad Juana, under arbete)